# Hedde (Familie)
Hedde ist der Name einer Familie aus Dithmarschen.

## Geschichte
Mitglieder der Familie Hedde lebten nachweislich ab der ersten Hälfte des 16. Jahrhunderts in Dithmarschen. Ab 1659 stellten fünf aufeinanderfolgende Generationen Kirchspielvögte von Albersdorf. Eine Urkunde aus dem Jahr 1559 nennt einen Johan Hedde, dem  eine Wassermühle bei Schafstedt gehörte. Er ist der Stammvater aller Personen, die bis heute dort lebten oder starben. Viele Personen aus der Familie ergriffen landwirtschaftliche Berufe, zahlreiche andere arbeiteten als Akademiker, insbesondere Juristen. Zweige der Familie siedelten im Herzogtum Holstein, in Hamburg, Kopenhagen und den USA.
Der erste der Albersdorfer Kirchspielvögte namens Jacob Hedde (1600–1684) war ein Enkel des Wassermühlenbetreibers. Er arbeitete als Hausmann in Schafstedt und erhielt im Februar 1659 die Bestallung zum Vogt des Kirchspiels. Seine Kinder und Kindeskinder übernahmen die Vogtei, darunter Johann (1693–1776). Der ältere Sohn Peter Bendix (1726–1796) folgte auf seinen Vater im Amt. Der jüngere Sohn Jacob Friedrich (1743–1796) arbeitete nach einem Theologiestudium als Pastor von Wesselburen und der Vater eines zwischenzeitlich blühenden Zweigs der Familie.
Der letzte Kirchspielvogt von Albersdorf, der aus der Familie Hedde stammte, war Peter Bendix einziger Sohn Johann (1766–1809). Er besuchte, wenigstens kurzzeitig die Universität Kiel und war daher einer der ersten Kirchspielvögte mit juristischer Ausbildung. Er heiratete Anna Christiane Japsen (1769–um 1855), die den Wasmerhof im Friedrichsgabekoog geerbt hatte. Das Ehepaar hatte den Sohn Peter Jacob Hedde.
Peter Jacob Hedde heiratete Helena Sophia, geborene van der Smissen (1798–1858), die aus einer reichen Familie aus Altona stammte. Das Ehepaar hatte drei Söhne:
- Der älteste Sohn Johann (1826–1915) arbeitete anfangs als Kirchspielvogt in Hennstedt, ab 1868 als Richter in Nortorf. 1874 wechselte er als Amtsgerichtsrat nach Altona.
- Der mittlere Sohn Heinrich Peter (1836–1914) lebte anfangs in Heide später in Marne und arbeitete als Rechtsanwalt und Notar und hinterließ keine männlichen Nachfahren. Dieser heiratete die Pastorentochter Agnes Delfs (1832–1912). Das Ehepaar hatte drei Söhne, von denen zwei als Juristen arbeiteten: Peter (1861–1929) arbeitete als Landgerichtsdirektor in Hamburg und starb unverheiratet. Der Sohn Richard (1870–1973) absolvierte eine kaufmännische Ausbildung in Hamburg. Danach studierte er Landwirtschaft in Kiel und Berlin. Er arbeitete bis 1932 als Generalsekretär der Kieler Landwirtschaftskammer und starb unverheiratet. Der Sohn Adolph (1873–1946) durchlief ein Gerichtsreferendariat und arbeitete anschließend als Syndikus auf Gütern in Mecklenburg.

Der zuvor erwähnte Pastor Jacob Friedrich Hedde (1743–1796) heiratete Catharina Dorothea Claussen (1743–1802) aus Wesselburen. Das Ehepaar hatte neun Kinder, von denen vier vor dem Erwachsenenalter starben. Dazu gehörte Nicolaus Albertus (1786–1841), der als Offizier in dänische Dienste trat und zwei Söhne hatte:
- Friedrich Hedde arbeitete als Advokat in Kiel, gewann während der Schleswig-Holsteinischen Erhebung politisch an Bedeutung und emigrierte in die USA. Hier hatte er Erfolge als Geschäftsmann und starb kinderlos.
- Johannes Heinrich Nicolaus (1821–1899) arbeitete als Advokat in Segeberg. Er heiratete Marie Louise Langenheim (1822–1893). Das Ehepaar hatte vier Kinder, von denen die zwei Töchter keine Kinder bekamen.
  - Der Sohn Friedrich (1857–1929) gestaltete als Berliner Stadtoberbaurat viele Brücken.
  - Der Sohn Johannes Nicolaus Albertus (1861–1915) zog nach Rödelheim. Sein Sohn Ernst-Erich Friedrich (1907–1978) ging zurück nach Dithmarschen und arbeitete in Meldorf als Rechtsanwalt und Notar.